# Emílio Odebrecht
Emílio Odebrecht (Santa Catarina, 1894 — , 1962) foi um engenheiro e empresário brasileiro.
Foi pioneiro no uso do concreto armado no Nordeste do Brasil, realizando importantes obras no Recife, em Pernambuco. Era neto de Emil Odebrecht, imigrante alemão, e pai do engenheiro pernambucano Norberto Odebrecht, fundador do grupo Novonor em Salvador, na Bahia.
Sua primeira empresa foi a construtora Isaac Gondim e Odebrecht Ltda. Em 1923, criou a Emílio Odebrecht & Cia., responsável por várias edificações no período entre guerras, no Nordeste brasileiro.
Com o início da 2ª Guerra Mundial, Emílio retirou-se dos negócios, e coube a seu filho Norberto substituí-lo, em 1941.